# Orbitaler Ring

Orbitaler Ring in Kombination mit Verbindungsliften zur Erdoberfläche

Ein Orbitaler Ring (engl. Orbital ring) ist ein hypothetisches Weltraum-Konstrukt in Form einer ringförmigen Raumstation um einen Planeten.
Solche Konstrukte können für verschiedene Zwecke genutzt werden, etwa für den Transport von Nutzlasten bzw. Raumschiffen in den Weltraum, als schnelles Transportsystem oder als Stützstruktur zur Energiegewinnung im Weltraum (etwa per Solarenergie).
Das Prinzip ist dabei mit dem der Lofstrom-Schlaufe verwandt, welche als ein partieller Orbitaler Ring betrachtet werden kann. Eine Kombination mit dem Prinzip des Weltraumlifts, von Space Tethern und Massentreiber ermöglicht den Transport zur Planetenoberfläche oder in andere Umlaufbahnen. Verbindungsstellen zur Planetenoberfläche bieten sich auch zur Energieübertragung an.
Nicht zu verwechseln sind Orbitale Ringe mit den natürlichen Planetenringen, etwa den Ringen des Saturn.

## Geschichte
Bereits früh tauchten weltumspannende Raumstationen in der Literatur auf, die aber nicht zwingend dem Konzept eines Oribtalen Rings entsprechen müssen. 1979 beschrieb etwa Arthur C. Clarke im Epilog des Romans Fahrstuhl zu den Sternen eine weltumspannende Raumstation.
1982 und 1983 beschrieb und analysierte Paul Birch detailliert das Konzept von Orbitalen Ringen in mehreren Veröffentlichungen im Journal of the Britisch Interplanetary Society.
Später wurde das Konzept wieder aufgegriffen, etwa von einer Gruppe um Andrew Meulenberga, die die Machbarkeit und Anwendungsmöglichkeit von Orbitalen Ringen im erdnahen Orbit in mehreren Veröffentlichungen beleuchtete.

## Konzept nach Birch
Nach dem Konzept von Birch besteht bei der einfachsten Form eines Orbitalen Rings dieser aus einem Kabel im kreisförmigen Orbit um den Planeten. Das Kabel befindet sich somit im Freien Fall, wodurch der Stress im Material minimiert ist. Auf dem Kabel reiten per elektromagnetische Antriebe (ähnlich dem Prinzip einer Magnetschwebebahn) Stationen (bei Birch „Skyhooks“ genannt), die sich selbst somit nicht im Orbit befinden, sondern fest über der Planetenoberfläche („geostationär“) liegen können. Von diesen Stationen aus können Aufzugkabel (bei Birch: „Jacobs Ladder“) zur Planetenoberfläche geführt werden.
Da Orbitale Ringe gewissen Verlustmechanismen unterliegen (etwa eine Abbremsung durch die Erdatmosphäre), muss der Ring regelmäßig aktiv beschleunigt werden. Sinnvollerweise werden hierzu statt einem Kabel zwei gegenläufige Kabel für den Orbitalen Ring verwendet, so dass bei Beschleunigung beider Kabel sich die entstehenden Drehmomente gegenseitig ausgleichen. Beide Kabel können dabei von einem stationären Ring umschlossen sein.
Im Gegensatz zum gängigen Prinzip des Weltraumlift, das ein Kabel mindestens bis zum geostationären Orbit erfordert, können Orbitale Ringe auch im erdnahren Orbit betrieben werden, so dass die Belastung auf das Aufzugkabel deutlich geringer sind. Orbitale Ringe müssen auch nicht zwingend um den Äquator geführt werden, stattdessen sind auch andere Bahnneigungen möglich: Durch Aufbringen einer Kraft auf den Ring kann dieser zu einer Präzession gebracht werden, so dass die Winkeländerung mit der Planetenrotation übereinstimmt, so dass auch hier geostationäre Positionen der Skyhooks möglich sind.
Ebenso ist kein zirkulärer Orbit für das Ring-Kabel nötig, wobei bei einem elliptischen Orbit der Ring sich durch Längenänderung der sich ändernden Geschwindigkeit anpassen können muss.